# Адміністративний устрій Черкаської області
Черкаська область була утворена 7 січня 1954 року. До неї ввійшли три міста обласного підпорядкування (Черкаси, Сміла, Умань) і 30 районів Київської, Полтавської, Кіровоградської і Вінницької областей. При цьому був скасований Мокрокалигірський район, територія якого увійшла до Катеринопільського і Шполянського районів і створений новий — Шрамківський район, якого до цього не існувало.

## Історія

### Адміністративно-територіальний поділ на 7 січня 1954 року
| №  | Назва району           | Районний центр            | З якої області відійшов |
| -- | ---------------------- | ------------------------- | ----------------------- |
| 1  | Бабанський             | с. Бабанка                | Київська                |
| 2  | Буцький                | с. Буки                   | Київська                |
| 3  | Вільшанський           | с. Вільшана               | Київська                |
| 4  | Гельмязівський         | с. Гельмязів              | Полтавська              |
| 5  | Городищенський         | смт Городище              | Київська                |
| 6  | Драбівський            | с. Драбів                 | Полтавська              |
| 7  | Жашківський            | смт Жашків                | Київська                |
| 8  | Звенигородський        | м. Звенигородка           | Київська                |
| 9  | Златопільський         | смт Златопіль             | Кіровоградська          |
| 10 | Золотоніський          | м. Золотоноша             | Полтавська              |
| 11 | Іркліївський           | с. Іркліїв                | Полтавська              |
| 12 | Кам'янський            | смт Кам'янка              | Кіровоградська          |
| 13 | Канівський             | м. Канів                  | Київська                |
| 14 | Катеринопільський      | с. Катеринопіль           | Київська                |
| 15 | Корсунь-Шевченківський | м. Корсунь-Шевченківський | Київська                |
| 16 | Ладижинський           | с. Ладижинка              | Київська                |
| 17 | Лисянський             | с. Лисянка                | Київська                |
| 18 | Маньківський           | с. Маньківка              | Київська                |
| 19 | Монастирищенський      | смт Монастирище           | Вінницька               |
| 20 | Ротмістрівський        | с. Ротмістрівка           | Київська                |
| 21 | Смілянський            | м. Сміла                  | Київська                |
| 22 | Тальнівський           | м. Тальне                 | Київська                |
| 23 | Уманський              | м. Умань                  | Київська                |
| 24 | Христинівський         | м. Христинівка            | Київська                |
| 25 | Черкаський             | м. Черкаси                | Київська                |
| 26 | Чорнобаївський         | с. Чорнобай               | Полтавська              |
| 27 | Чигиринський           | м. Чигирин                | Кіровоградська          |
| 28 | Шполянський            | м. Шпола                  | Київська                |
| 29 | Шрамківський           | с. Шрамківка              | Полтавська              |

- 12 лютого 1954 р. Чигиринський район Кіровоградської області передано до Черкаської області.[14]
- 04.01.1957 скасовані Мокрокалигірський та Ротмістрівський райони[15];
- У листопаді 1959 року скасовані Бабанський, Буцький, Златопільський, Іркліївський, Ладиженський, Вільшанський і Шрамківський райони.[16]

Населені пункти Бабанського і Ладижинського районів перейшли до Уманського району.
- У грудні 1962 року після укрупнення залишилось 10 районів[17], та скасовані 11 районів: Гельмязівський, Городищенський, Кам'янський, Канівський, Катерінопільський, Лисянський, Маньківський, Монастирищенський, Тальнівський, Черкаський, Чорнобаївській райони.[18][19]

Населені пункти Тальнівського району відійшли до Уманського.

### Адміністративно-територіальний поділ на 1 січня 1963 року

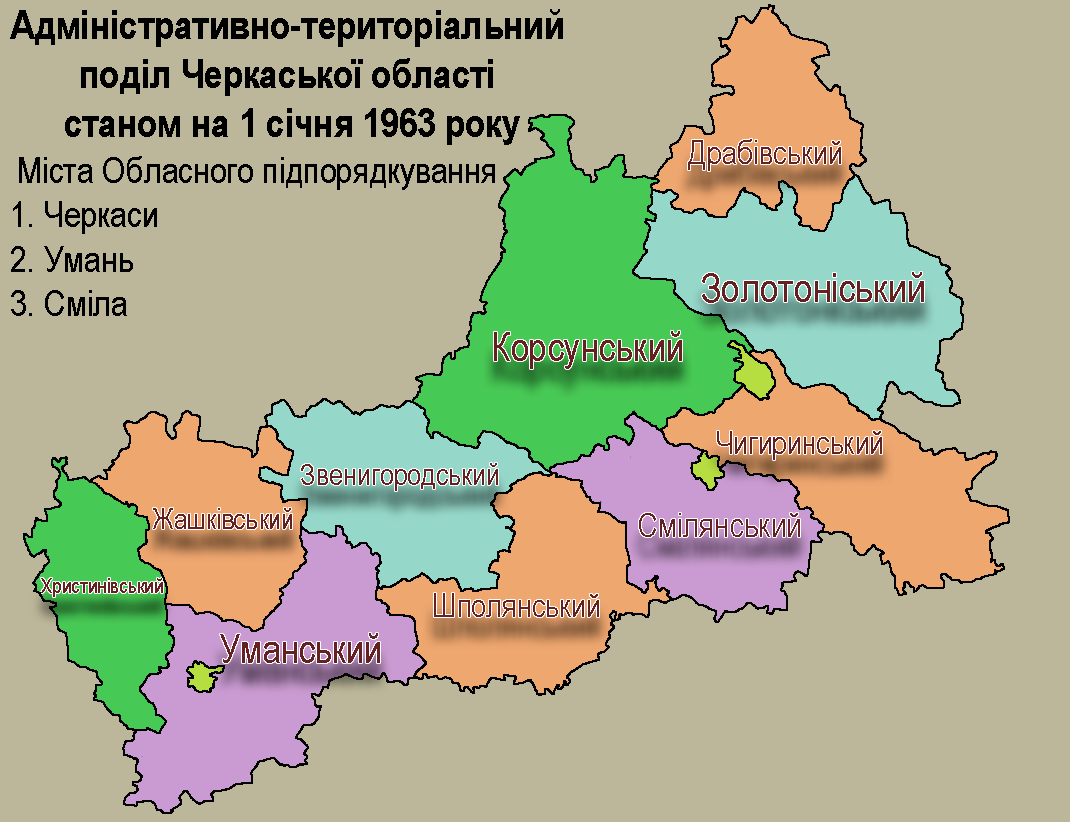
Територіальний поділ Черкаської області станом на 1963 рік.

1. Драбівський — с. Драбів
2. Жашківський — м. Жашків
3. Звенигородський — м. Звенигородка
4. Золотоніський — м. Золотоноша
5. Корсунь-Шевченківський — м. Корсунь-Шевченківський
6. Смілянський — м. Сміла
7. Уманський — м. Умань
8. Христинівський — м. Христинівка
9. Чигиринський — м. Чигирин
10. Шполянський — м. Шпола

- 4 січня 1965 року відновлені Канівський, Лисянський, Маньківський, Тальнівський, Черкаський, Чорнобаївський райони[20][21]
- 8 грудня 1966 відновлені Городищенський, Кам'янський, Катеринопільський, Монастирищенський райони та
 статус міст обласного підпорядкування надано містам Ватутіне, Золотоноша і Канів.[22]

## Адміністративно-територіальний поділ на 1 січня 2012 року
Станом на 1 січня 2012 року в Черкаській області налічувалось 20 сільських районів, 2 райони у місті Черкаси (Соснівський і Придніпровський), 16 міст, з них 6 обласного значення, 15 селищ міського типу, 723 села і 101 селище, що підпорядковані 20 районним, 16 міським, 15 селищним і 525 сільським радам.

## Адміністративно-територіальний поділ після реформи 2020 року

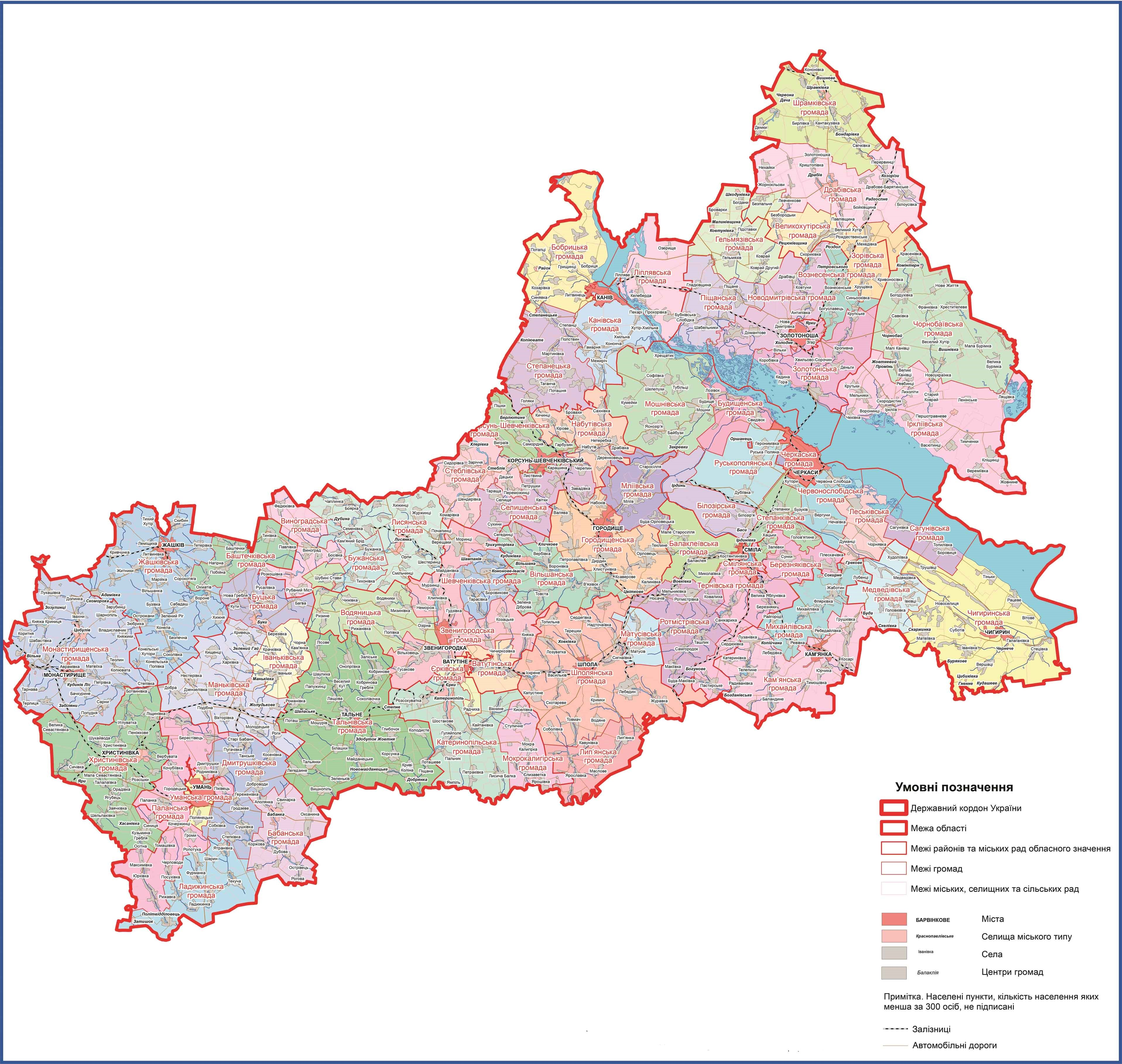
Громади Черкаської області

У ході реформи децентралізації та нового зонування по районах у Черкаській області було утворено 4 райони: Звенигородський, Золотоніський, Уманський, Черкаський. Відповідну постанову Верховної Ради України було прийнято 17 липня 2020 року.